# Creu d'Alboquers
La Creu d'Alboquers és una creu de terme de Sant Bartomeu del Grau (Osona) inclosa a l'Inventari del Patrimoni Arquitectònic de Catalunya.

## Descripció
Es tracta d'una creu de pedra de 40 cm d'alçada per 36 cm d'amplada, que actualment està situada sobre un pilar monolític davant de la porta d'entrada a l'església d'Alboquers.
El lloc on està situada ara la creu abans estava ocupat per l'antic cementiri de l'antiga església de Sant Cugat d'Alboquers. Aquesta creu és possiblement una de les restes de l'antic cementiri i anterior a la reforma neoclàssica de l'església.